# بروتين القفيصة النووية لفيروس كورونا
بروتين القفيصة النووية لفيروس كورونا (بالإنجليزية: Coronavirus nucleocapsid protein)‏؛ هو بروتين يغلف المادة الوراثية للحمض النووي الريبي مفرد السلسلة موجب الدلالة الخاص بفيروس كورونا لتشكيل بنى بروتين نووي ريبوزي داخل القفيصة الفيروسية. بروتين القفيصة النووية أحد البروتينات الأساسية بين البروتينات الهيكلية الأربعة الرئيسة التي تُكوّن فيروسات فيروس كورونا، وأكثر البروتينات التي يتم التعبير عنها. بالإضافة إلى تفاعلاته مع الحمض النووي الريبي، يشكل بروتين القفيصة النووية تفاعلات بروتينية-بروتينية مع البروتين الغشائي (M) أثناء عملية التجميع الفيروسي. ويعد بروتين القفيصة النووية مولدا كبيرا للمناعة، وهو من البروتينات التي يتم استهدافها بواسطة المضادات الفيروسية التي تسهدف الفيروس، وقد وُجدت أجسام مضادة ضده لدى المرضى الذين تعافوا من مرضي سارس ومرض فيروس كورونا.

## البنية

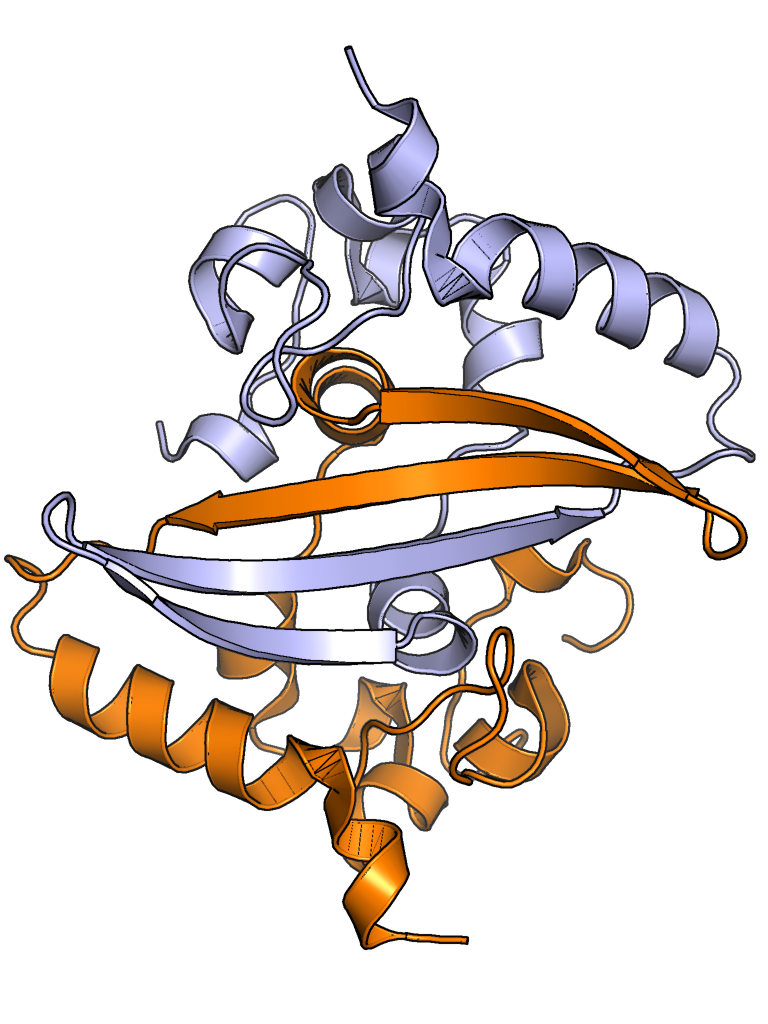
بنية علم البلورات السيني للمثنوي المشكل بواسطة نطاقي نهاية كربوكسيلية، لبروتين القفيصة الخاص بسارس-كوف-2.

يتكون بروتين القفيصة من نطاقين رئيسيين متصلين عبر منطقة مضطربة جوهريا (IDR) مع وجود مناطق مضطربة إضافية في كل نهاية. يبدو أن لنطاق ثالثٍ صغير بالنهاية الكربوكسيلية بنية لولب ألفا ثانوية منتظمة يمكن أن يكون لها دور في تشكيل تجميعات قليل قسيمات عالي الرتبة. في سارس-كوف العامل المسبب للسارس، طول بروتين القفيصة هو 422 حمض أميني وفي سارس-كوف-2 -العامل المسبب لكوفيد 19- طوله 419 حمض أميني.
يستطيع كلا نطاقي النهايتين الأمينية والكربوكسيلية الارتباط بالرنا. يشكل نطاق النهاية الأمينية مثنويا هو على الأرجح الهيئة الوظيفية الطبيعية. يمكن كذلك أن يكون لأجزاءٍ من المنطقة المضطربة جوهريا -بالتحديد طابع تسلسل [الإنجليزية] محفوظ غني بواحدات السيرين والأرجنين (المنطقة الغنية بالسيرين)- دور في تشكُل المثنوي، رغم أن التقارير مختلفة بهذا الشأن. مع أن قليلات القسيمات عالية الرتبة المشكلة عبر نطاقات النهايات الكربوكسيلية تمت ملاحظتها بواسطة علم البلورات السيني، إلا أنه غير واضح ما إذا كان لهذه البُنى وظيفة فسيولوجية.
حُددت الخصائص البنيوية لمثنوي النهاية الكربوكسيلية بواسطة علم البلورات السيني للعديد من فيروسات كورونا، ويملك هذا المثنوي بنية عالية الانحفاظ. تمت بلورة نطاق النهاية الأمينية كذلك -يُعرف أحيانا بنطاق الارتباط بالرنا، مع أن أجزاء أخرى من هذا البروتين تتأثر مع الرنا أيضا- وتمت دراسته بواسطة مطيافية الرنين المغناطيسي النووي للبروتين في حالة تواجد الرنا.

### تعديلات ما بعد الترجمة
يُعدَّل بروتين القفيصة بعد الترجمة بالفسفرة في مواضع تقع في المنطقة المضطربة جوهريا، وبالتحديد في المنطقة الغنية بالسيرين. أُبلغ في العديد من فيروسات كورونا عن ربزلة-ADP [الإنجليزية] لبروتين القفيصة. لوحظ أن بروتين القفيصة في سارس-كوف تتم إضافة بروتين السومو [الإنجليزية] له من دون أي أهمية وظيفية واضحة. لوحظ أن بروتينات القفيصة الخاصة بالعديد من فيروسات كورونا بما في ذلك سارس-كوف-2 يتم قصها عبر التحلل البروتيني.

## التعبير والتموقع
بروتين القفيصة النووية هو أكثر البروتينات المعبر عنها بغزارة بين البروتينات البنيوية الأربع الرئيسية. مثل بقية البروتينات البنيوية الأخرى، يتواجد الجين المشفر لبروتين القفيصة النووية في النهاية 3' من الجينوم.
يتموقع بروتين القفيصة النووية بشكل رئيسي في السيتوبلازم. في العديد من فيروسات كورونا، تتموقع مجموعة من بروتينات القفيصة في النوية، ويُعتقد أن لها تأثيرات على دورة الخلية.

## الوظيفة

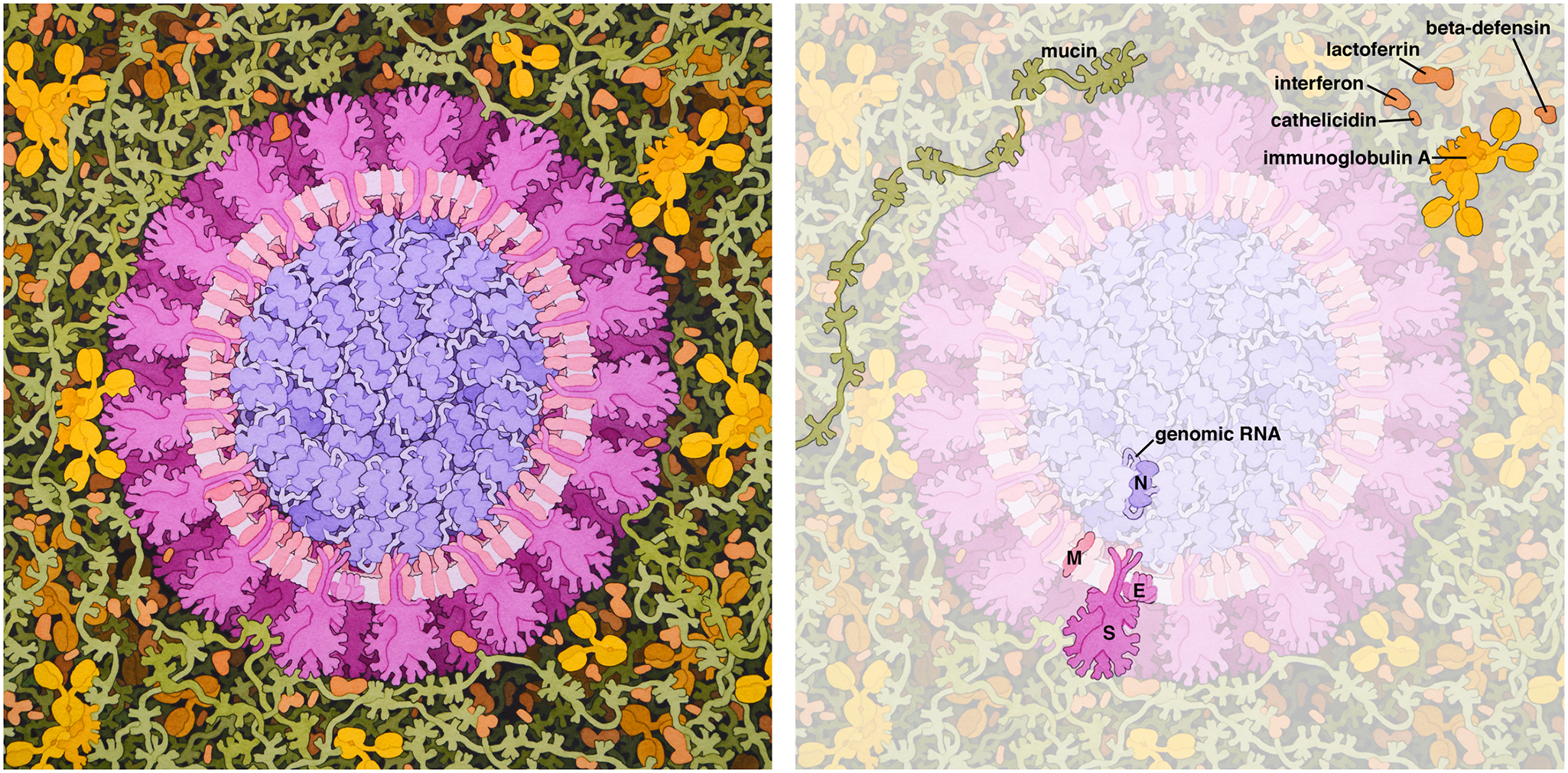
صورة لفيروس كورونا في الغشاء المخاطي التنفسي، تُظهر مواضع البروتينات البنيوية الأربعة ومكونات المحيط خارج الخلوي.

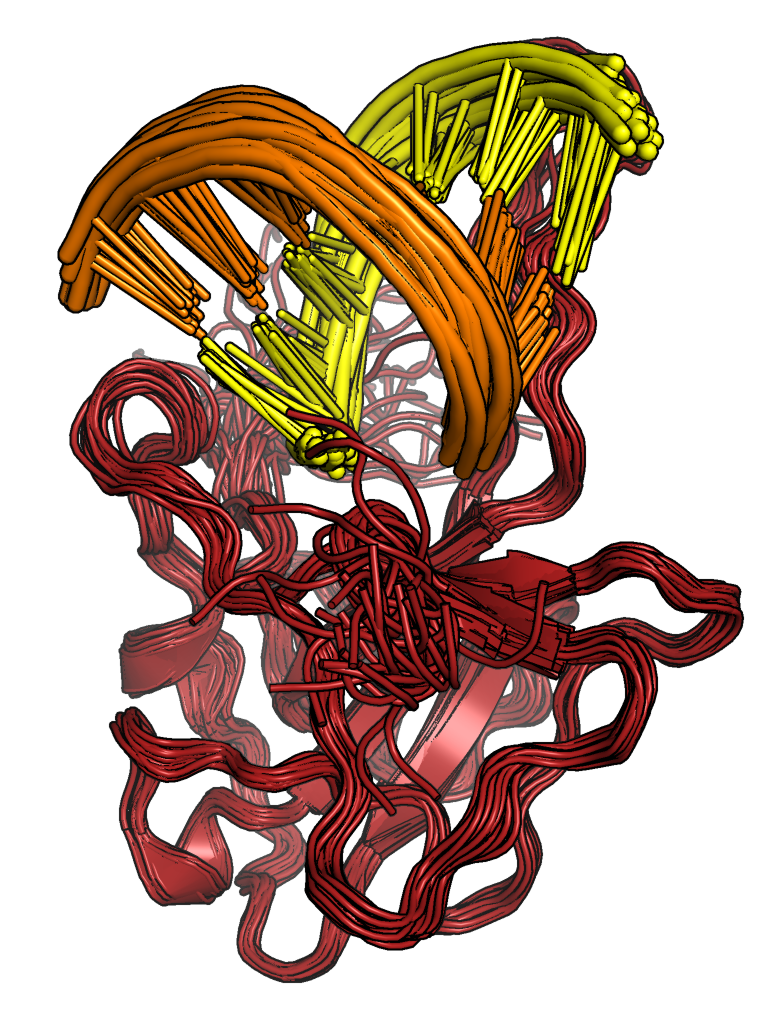
البنية المحددة بواسطة NMR لنطاق النهاية الأمينية لبروتين القفيصة الخاص بسارس-كوف-2 (أحمر) في مركب مع سلسلة رنا مزدوجة (برتقالي وأصفر).

### تعبئة الجينوم وتجميع الفيروس
يرتبط بروتين القفيصة بالرنا لتشكيل بُنى بروتين نووي ريبوزي (RNP) من أجل تعبئة الجينوم داخل القفيصة الفيروسية. جزيئات البروتين النووية الريبوزية المتشكلة كروية الشكل تقريبا وهي منتظمة في بنى لولبية مرنة داخل الفيروس. يُعتقد أن تشكل البروتينات النووية الريبوزية يحدث نتيجة التآثرات التفارغية بين الرنا والعديد من مناطق الارتباط بالرنا في هذا البروتين. تثني بروتين القفيصة مهم لتشكل البروتينات النووية الريبوزية. يحدث تقفص الجينوم عبر تآثرات بين بروتين القفيصة وبروتين الغشاء. بروتين القفيصة لازم من أجل تجميع الفيروس. ويعمل كشابرون من أجل تشكيل بنية الرنا في الرنا الجينومي.

### تخليق الرنا الجينومي والجينومي الفرعي
يبدو أن بروتين القفيصة يشارك في تخليق الرنا الجينومي. عادة ما يتموقع بروتين القفيصة مع بوليميراز الرنا المعتمد على الرنا في بداية دورة التضاعف ويشكل تآثرات مع البروتين اللابنيوي 3، الذي هو أحد مكونات مركب الريبليكاز ترانسكريبتاز (RTC). رغم أن بروتين القفيصة يسهل تضاعف الرنا الجينومي، إلا أنه غير مطلوب من أجل نسخ الرنا في جميع فيروسات كورونا. على الأقل في واحد من فيروسات كورونا وهو فيروس التهاب المعدة والأمعاء الساري (TGEV) بروتين القفيصة له دور في تبديل القالب عند إنتاج جزيئات الرنا الرسول الجينومية الفرعية، وهي عملية مميزة للفيروسات التي تنتمي إلى رتبة الفيروسات العشية.

### تأثيرات على دورة الخلية
تؤثر فيروسات كورونا في دورة الخلية عبر عدة آليات. في العديد من فيروسات كورونا بما في ذلك سارس-كوف، أُبلغ أن بروتين القفيصة يسبب توقف دورة الخلية في طور التركيب عبر تآثرات مع مركب الكيناز المعتمد على السيكلين. في سارس-كوف، تعمل منطقة ارتباط بالسيكلين في بروتين القفيصة كركيزة فسفرة لمركب الكيناز المعتمد على السيكلين. قد يلعب نقل وتوجيه بروتين القفيصة إلى النوية دورا في التأثير على دورة الخلية كذلك. بشكل عام، يمكن أن يكون لبروتين القفيصة دور في تخفيض نشاط ترجمة بروتنات الخلية.

### تأثيرات على المناعة
لبروتين القفيصة دور في الإمراض الفيروسي عبر تأثيراته على مكونات الجهاز المناعي. في سارس-كوف وميرس-كوف وسارس-كوف-2 أُبلغ أن بروتين القفيصة يثبط استجابات الإنترفيرون.

## التطور والانحفاظ
يبدو أن تسلسلات وبُنى بروتينات القفيصة من مختلف فيروسات كورونا -خاصة نطاقات النهاية الكربوكسيلية- منحفظة جيدا. تقترح أوجه التشابه بين بنية وطوبولوجيا بروتينات القفيصة لفيروسات كورونا والفيروسات الشريانية أصلا تطوريا مشتركا بينهما وتدعم تصنيف هاتين العائلتين تحت رتبة الفيروسات العشية.
مكّّن فحص تسلسلات سارس-كوف-2 المجمعة خلال جائحة كوفيد 19 من العثور على طفرات مغلطة كانت أكثر تواترا في المنطقة الرابطة المركزية للبروتين، ما يوحي بأن هذه المنطقة التي لا تملك بنية منتظمة نسبيا أكثر تسامحا وتحملا للطفرات من النطاقات ذات البنُى المنتظمة. حددت دراسة أخرى منفصلة لتسلسلات سارس-كوف-2 على الأقل موقعا واحد خاضعا لاصطفاء إيجابي.
بما أن بروتين القفيصة يولد استجابة خلايا تائية قوية، وهو منحفظ جيدا ولا يبدو بأنه يتأشب مِرارا، يمكن أن يتم اعتباره كهدف للقاحات الجيل التالي ضد فيروسات كورونا.